# Огарково (Ком'янське сільське поселення)
Ога́рково (рос. Огарково) — присілок у складі Грязовецького району Вологодської області, Росія. Входить до складу Ком'янського сільського поселення.

## Населення
Населення — 1 особа (2010; 0 у 2002).